# Felipe Meligeni Alves
Felipe Meligeni Rodrigues Alves (født 19. februar 1998 i Campinas, Brasilien) er en professionel tennisspiller fra Brasilien.